# 이돈태
이돈태는 한국의 기업인, 교수이다. 
이돈태는 1968년 강원도 강릉에서 태어났다. 초등학교 교사인 아버지 밑에서 자라면서 화가가 되겠다는 꿈을 키웠으나 집안의 반대로 꿈을 접고 미술 대신 디자인을 택했다. 삼수 끝에 홍익대학교 산업디자인과에 들어갔고, 졸업 후 로열 칼리지 오브 아트에서 수학했다. 1998년 영국의 대표 디자인 회사 탠저린에 인턴으로 입사한 후 7년 만에 공동 대표 자리에 올랐다.
2006년부터 2012년까지 삼성물산 건설 부문 주택사업부의 디자인 고문으로 활동하면서 아파트 디자인 콘셉트를 구축하는 일들을 했으며, 이때 디자인한 한국형 욕실로 2008년 대한민국 굿 디자인대상 대통령상을 비롯해 독일의 레드닷과 IF 디자인 어워드를 여러 차례 수상했다. 그 외 수상 내역으로는 영국의 IDEA 그랑프리상, 미국 굿 디자인 어워드를 수상했고, 2012년 중앙일보가 선정한 한국의 대표 디자이너 ‘K-디자인 10인’에 이름을 올렸으며, 2007년 중앙 이코노미스트가 선정한 ‘한국의 미래를 이끌 차세대 CEO’상과 2009년 프리챌이 주관한 대한민국 창조경영대상에서 대상을 수상했다.
런던과 서울에서 디자인 컨설팅 회사 탠저린을 운영하면서 도요타, 시스코, 히드로 익스프레스, LG전자, 삼성물산, 삼성전자, SK텔레콤, 아시아나항공, 현대중공업, 아모레퍼시픽 등과 디자인 프로젝트를 진행해 왔고, 지금도 20여 개의 국내외 글로벌 기업 및 중소기업의 의뢰를 받아 각 기업과 제품에 맞는 디자인 전략을 세우고 있다. 2005년부터 홍익대학교 산업디자인과 겸직 교수, 2013년부터 베이징성시대학교(北京城市學院) 객좌 교수로 재임 중이다. 서울과 런던을 오가며 디자인 활동을 계속하고 있다.

## 저서
- 포어사이트 크리에이터 (2013년, 세미콜론 ISBN 978-89-837-1616-3)